# Hans Rudolf Spillmann
Hans Rudolf Spillmann, detto Hansrüdi (Zurigo, 7 gennaio 1932 – Zurigo, 11 giugno 2024) è stato un tiratore a segno svizzero.

## Palmarès

### Olimpiadi
- 1 medaglia:
  - 1 argento (Roma 1960 nel fucile libero 300 metri tre posizioni)